# 刘崎
刘崎（？—？），字叔峻，弘农郡华阴县（今陕西省华阴市）人，汉朝宗室，汉高祖刘邦二哥代王刘喜的后裔。
永建四年十二月己卯（130年1月22日），刘崎从宗正升任司徒。
阳嘉三年，河南尹和三辅地区大旱，十一月壬寅（134年12月14日），刘崎被免去司徒的职位。